# Callulops dubius
Callulops dubius és una espècie de granota que viu a Indonèsia.